# Xyris barteri
Xyris barteri är en gräsväxtart som beskrevs av Nicholas Edward Brown. Xyris barteri ingår i släktet Xyris och familjen Xyridaceae. Inga underarter finns listade i Catalogue of Life.